# Tentative de coup d'État de 1923 en Grèce
Le coup d'État royaliste grec d'octobre 1923 est une tentative de putsch organisée par des officiers monarchistes contre le gouvernement révolutionnaire mis en place en Grèce à la suite de la « Grande catastrophe ». Déclenché par les généraux Geórgios Leonardópoulos et Panagiotis Gargalidis ainsi que par le colonel Georgios Ziras, le coup d'État reçoit peut-être aussi le soutien du général Ioánnis Metaxás mais pas du roi Georges II de Grèce. Il discrédite pourtant la monarchie et contribue largement à la proclamation de la Deuxième République hellénique en mars 1924.

## Le retour au pouvoir des vénizélistes
Après la défaite de la Grèce contre les nationalistes turcs conduits par Mustafa Kemal en 1922, une partie de l'Armée hellène, conduite par les officiers vénizélistes Nikolaos Plastiras et Stylianós Gonatás, se soulève contre le gouvernement royaliste et force le roi Constantin Ier à abdiquer. Le jeune Georges II monte alors sur le trône mais la position de la couronne reste précaire. Une répression est bientôt mise en place contre les dirigeants royalistes, accusés d'être responsables de la Grande catastrophe, et des personnalités de premier ordre sont exécutées à la suite du Procès des Six. 
Alors que les révolutionnaires au pouvoir ne cachent pas leur volonté d'instaurer la République, le mécontentement gronde parmi les militaires attachés à la monarchie. Une coalition d'officiers de second rang (l'« organisation des commandants », en grec moderne : Οργάνωση Ταγματαρχών) regroupant royalistes et déçus du vénizélismes, comme Leonardópoulos et Gargalidis, voit ainsi le jour.

## Le coup d'État royaliste
D'abord prévu à Athènes, centre nerveux de la Grèce, le coup d'État royaliste est finalement organisé en province le 22 octobre. Dans un premier temps, le putsch obtient un réel succès puisque seuls les villes d'Athènes, de Thessalonique, de Larissa et de Ioannina restent sous le contrôle du gouvernement révolutionnaire. Pris par surprise, ce dernier prend pourtant des mesures énergiques contre les responsables du soulèvement. 
À Thessalonique, les officiers vénizélistes conduits par le général Geórgios Kondýlis s'opposent vigoureusement aux forces rebelles du colonel Ziras. Le gouvernement reprend ainsi le contrôle du nord de la Grèce après seulement quelques jours, le 25 octobre, et Ziras lui-même doit trouver refuge en Yougoslavie. Dans le Péloponnèse, les troupes conduites par Leonardópoulos et Gargalidis traversent l'Isthme de Corinthe et marchent en direction d'Athènes. Elles ne tardent cependant pas à être encerclées par les forces gouvernementales, qui les obligent à se rendre le 27 octobre.

## Conséquences
L'échec du coup d'État royaliste décrédibilise le roi Georges II, accusé de l'avoir soutenu, et renforce les républicains au pouvoir. Plus de 1 200 officiers monarchistes sont démis des forces armées et Leonardópoulos et Gargalidis sont condamnés à mort (avant d'être graciés) par la cour martiale. De son côté, Ioánnis Metaxás trouve refuge en Italie. 
Les partis monarchistes s'abstiennent aux élections législatives de décembre 1923 et les vénizélistes remportent un important succès. Le roi Georges II quitte la Grèce avec sa famille le 19 décembre et la Deuxième République hellénique est proclamée le 25 mars 1924.